# Jindřich Seidl
Jindřich Seidl (6. března 1883 Kladno – 3. září 1945 Praha) byl český hudební skladatel.

## Život
Maturoval na reálce na Kladně. Zaměstnán byl jako úředník u Elektrických podniků města Prahy a hudbou se zabýval pouze ve svém volném čase. Soukromě studoval skladbu u Karla Steckera a u Vítězslava Nováka.
Byl ženatý, manželka Antonie Seidlová.

## Dílo
Jeho hudební dílo zahrnuje 69 číslovaných skladeb, z nichž některé vyšly i tiskem. Komponoval písně a písňové cykly na slova předních českých básníků (Antonín Sova, Jan Neruda, Josef Václav Sládek, Svatopluk Čech), ženské a smíšené sbory. Je rovněž autorem řady chrámových skladeb.

### Orchestrální skladby
- V lese op. 47 (symfonická báseň)
- Romantická ouvertura
- Symfonická suita op. 66 pro sóla, sbor a velký orchestr na text Josefa Václava Sládka
- Koncert pro fagot a orchestr op. 67

### Komorní skladby
- Smyčcový kvartet op. 32
- Dechový kvintet op. 56
- Sextet op. 57

### Jevištní díla
- Mája (opera, libreto Václav Karel Krofta)
- Břetislav a Jitka (opereta)